# Alexander Müller (Rennfahrer)

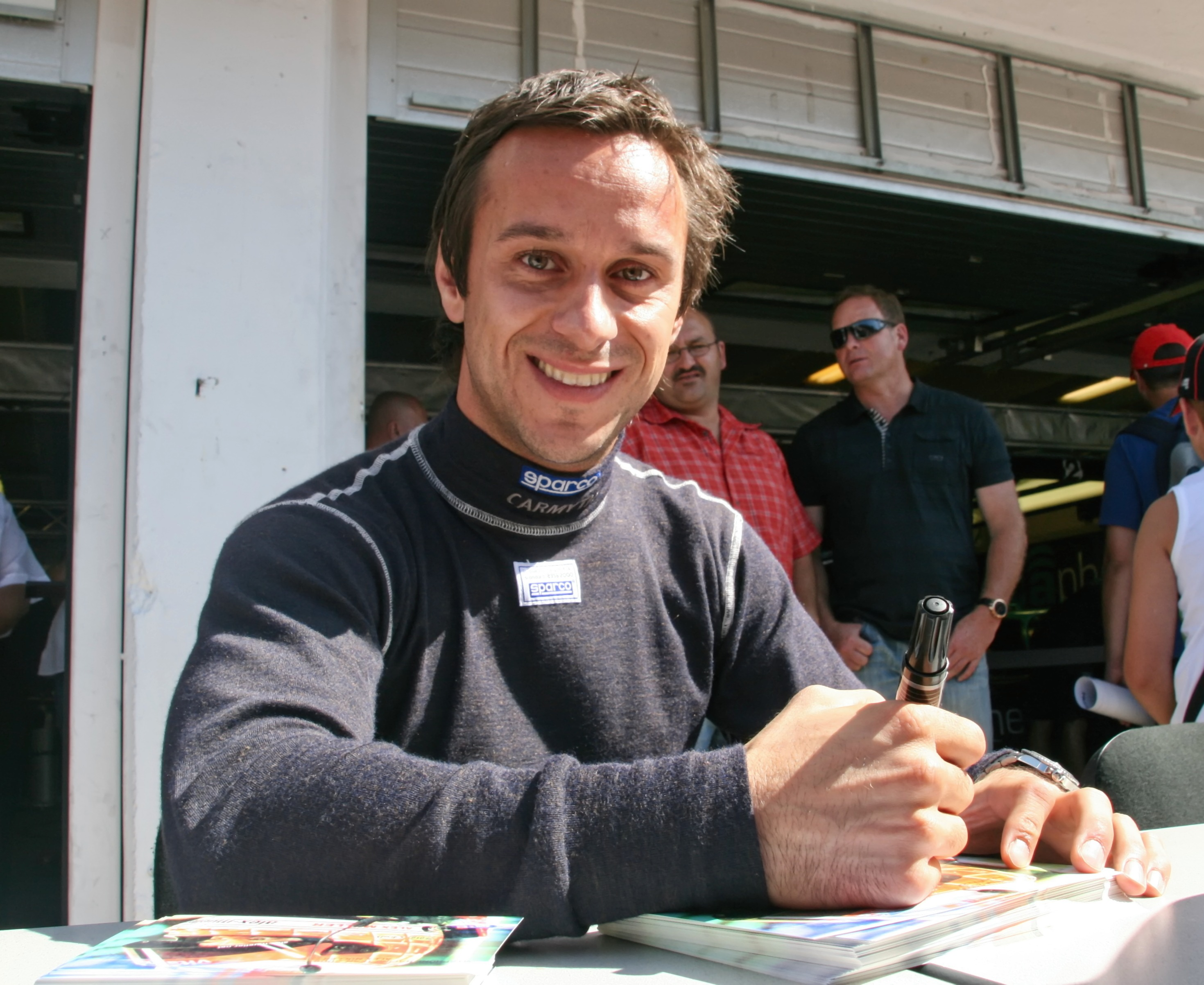
Aexander Müller 2023

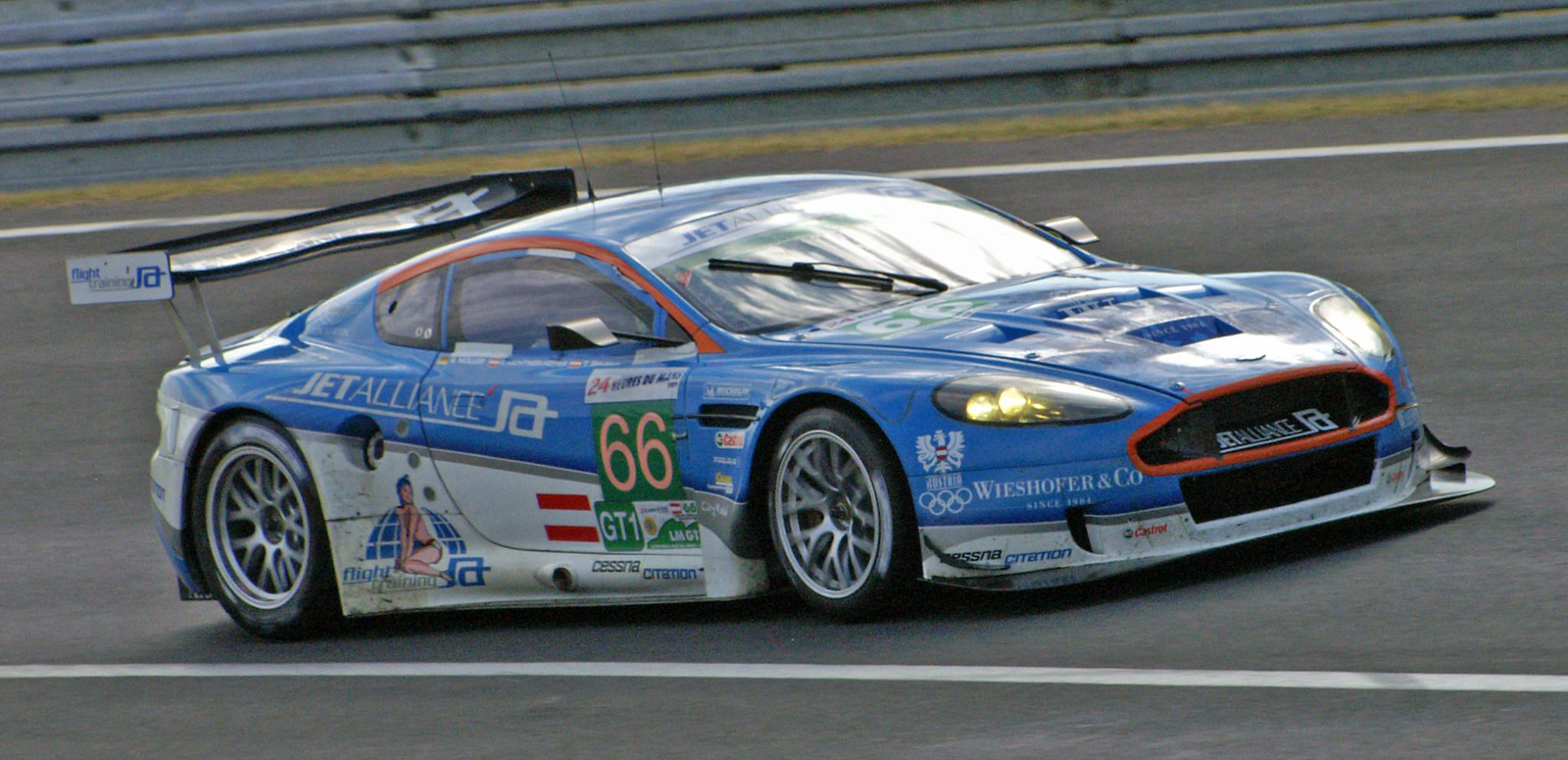
Der Aston Martin DBR9 von Lukas Lichtner-Hoyer, Thomas Gruber und Alexander Müller beim 24-Stunden-Rennen von Le Mans 2009

Alexander „Alex“ Müller (* 20. Januar 1979 in Emmerich) ist ein deutscher Autorennfahrer.

## Karriere
Wie die meisten Motorsportler begann auch Müller seine Karriere im Kartsport, in dem er von 1988 bis 1994 aktiv war. 1995 wechselte er in den Formelsport und wurde Dritter der deutschen Formel-BMW-Junior. Ein Jahr später gewann er den Meistertitel der deutschen Formel Renault. 1997 trat er für das Benetton RTL Junior Team in der deutschen Formel-3-Meisterschaft an und wurde mit vier Siegen Dritter in der Fahrerwertung. Dabei unterlag er seinem Teamkollegen Timo Scheider, der hinter Nick Heidfeld Vizemeister wurde.
1998 wechselte er in die internationale Formel-3000-Meisterschaft und startete als Teamkollege von Dominik Schwager für das RTL Team Oreca. Müller konnte sich für alle Rennen qualifizieren und erzielte mit einem fünften Platz in Spa-Francorchamps erstmals Punkte. Am Ende der Saison belegte er den 20. Gesamtrang. Außerdem nahm er an zwei Rennen der deutschen Formel 3 teil. 1999 erhielt er kein Cockpit in der Formel 3000 und startete für Graff Racing in der französischen Formel-3-Meisterschaft. Mit einem Sieg beendete er die Saison auf dem siebten Platz.
2000 wechselte er zum Team Ghinzani und nahm an der deutschen Formel-3-Meisterschaft teil. Mit vier Siegen konnte er zwar mehr Rennen als der spätere Meister Giorgio Pantano gewinnen, es reichte allerdings dennoch nur für den Vizemeistertitel. 2001 blieb er beim Team Ghinzani und trat in der Euro Formel 3000 an. Müller blieb sieglos und wurde hinter Felipe Massa und Thomas Biagi Dritter in der Meisterschaft.
2002 kehrte Müller in die internationale Formel 3000 zurück. Zunächst absolvierte er die ersten fünf Rennen für Durango Formula und wurde danach durch Derek Hill ersetzt. Der Deutsche wiederum wechselte umgehend zum von der Scuderia Coloni betreuten European Minardi F3000 Team, wo er David Saelens ersetzte. Allerdings wurde er auch hier, diesmal nach vier Rennen, ersetzt und durch Kristian Kolby abgelöst. Müller blieb die Saison ohne Punkte und ohne Platzierung unter den ersten zehn. Er belegte den 20. Platz in der Fahrerwertung. 2003 versuchte der Deutsche nach Nordamerika zu wechseln und nahm an zwei Rennen der Camping World Truck Series der NASCAR teil. Allerdings fand er keinen Sponsor und so blieb es bei zwei Starts.
Nachdem er 2004 an drei Rennen der FIA-GT-Meisterschaft teilgenommen hatte, kehrte er 2005 in den Formelsport zurück und trat fürs Team Ghinzani in der italienischen Formel-3-Meisterschaft an. Müller gewann zwar die Hälfte aller Rennen, musste sich aber am Saisonende mit dem Vizemeistertitel hinter Luigi Ferrara zufriedengeben. Nachdem er 2006 pausiert und 2007 nur an einem Rennen der FIA-GT-Meisterschaft teilgenommen hatte, blieb er 2008 in dieser Serie und belegte den elften Rang in der GT1-Wertung. 2009 konnte er sich auf den sechsten Platz der GT1-Wertung verbessern. Außerdem gab er sein Debüt beim 24-Stunden-Rennen von Le Mans und beendete es auf dem dritten Platz der GT1-Wertung.
2010 wechselte er in die neue FIA-GT1-Weltmeisterschaft.

## Statistik

### Karrierestationen
- 1988–1994: Kartsport
- 1995: Deutsche Formel-BMW-Junior (Platz 3)
- 1996: Deutsche Formel Renault (Meister)
- 1997: Deutsche Formel-3-Meisterschaft (Platz 3)
- 1998: Internationale Formel-3000-Meisterschaft (Platz 20)
- 1999: Französische Formel-3-Meisterschaft (Platz 7)
- 2000: Deutsche Formel-3-Meisterschaft (Platz 2)
- 2001: Euro Formel 3000 (Platz 3)
- 2002: Internationale Formel-3000-Meisterschaft (Platz 20)
- 2003: NASCAR Camping World Truck Series
- 2004: FIA-GT-Meisterschaft (Platz 35)
- 2005: Italienische Formel-3-Meisterschaft (Platz 2)
- 2007: FIA-GT-Meisterschaft
- 2008: FIA-GT-Meisterschaft (Platz 11)
- 2009: FIA-GT-Meisterschaft (Platz 6)
- 2010: FIA-GT1-Weltmeisterschaft

### Le-Mans-Ergebnisse
| Jahr | Team               | Fahrzeug          | Teamkollege          | Teamkollege   | Platzierung | Ausfallgrund |
| ---- | ------------------ | ----------------- | -------------------- | ------------- | ----------- | ------------ |
| 2009 | Jetalliance Racing | Aston Martin DBR9 | Lukas Lichtner-Hoyer | Thomas Gruber | Rang 31     |              |